# Šlomcijon (politická strana)
Šlomcijon  (hebrejsky: שלומציון, zkratka od Šalom-Sijon) byla izraelská politická strana. Stranu založil Ariel Šaron před parlamentními volbami v roce 1977 a těsně po začátku funkčního období nového Knesetu se strana sloučila se stranou Likud.

## Pozadí
Ve 40. a 50. letech Šaron podporoval stranu Mapaj, levicovou a toho času dominantní stranu na izraelské politické scéně, předchůdkyni dnešní Strany práce. Sehrál však významnou roli ve vytvoření Likudu v červenci 1973 sjednocením většiny pravicových stran v zemi: Gachalu, Svobodného středu, Národní kandidátky a Hnutí za Velký Izrael. Ve volbách do Knesetu v roce 1973 byl zvolen poslancem za Likud, avšak zhruba po roce na svůj mandát rezignoval.
Od června 1975 do března 1976 byl speciálním poradcem premiéra Jicchaka Rabina ze strany Ma'arach. Před blížícími se volbami v roce 1977 se pokusil vrátit do Likudu a nahradit Menachema Begina ve vedení strany. Svůj návrh na výměnu předsedy Likudu předložil Simchovi Erlichovi, toho času předsedovi Liberální strany v rámci Likudu. Zdůvodnil jej tím, že má větší šanci na volební úspěch než Begin, avšak byl odmítnut. Poté se pokusil kandidovat za Ma'arach a centristickou stranu Demokratické hnutí za změnu (Daš), ale oběma stranami byl odmítnut.
Po tomto trojím odmítnutí se Šaron rozhodl založit vlastní stranu, Šlomcijon. Nová strana získala ve volbách dva mandáty, které si rozdělili Šaron a Jicchak Jicchaki. Jen několik dnů po zahájení funkčního období nového Knesetu se strana sloučila s Likudem a Šaron se stal ministrem zemědělství. Jicchaki v roce 1980 vystoupil z Likudu a založil vlastní stranu, Jisra'el Achat (Jeden Izrael).